# Delitto imperfetto (romanzo)
Delitto imperfetto è un romanzo del 2005 della scrittrice spagnola Teresa Solana.

## Trama
Eduard Martinez Estivill è un mesto bancario, sposato con la nevrotica psicologa Montse, e ha due figlie gemelle e un matrimonio in crisi. Conduce una vita annoiata e senza benessere, quando nella sua vita ritorna il fratello gemello Pep, molto diverso da lui, dopo anni di misteriosa assenza. Pep ha cambiato nome e si fa chiamare Borja Masdeu Saez Canals de Astorga, millantando nobili origini presso l'alta società barcellonese, nella quale è stato introdotto dall'anziana, eccentrica e svampita milionaria Mariona Castany, a cui ha fatto credere di essere il figlio di una sua antica compagna di collegio, morta da anni, e dalla sua amante, la ricca e sposata Merche. Borja convince Pep a lasciare la banca e fondare con lui un'agenzia investigativa, che opera di nascosto dalla polizia e dal fisco prestando la propria attività in favore dei ricchi e potenti altolocati di Barcelona, con la raccomandazione di Mariona. Il cambiamento ha successo: Eduard migliora i suoi conti, salva il matrimonio con Montse e fa un altro figlio, il piccolo Arnau, grazie alla proposta di Borja, che gli pone una sola condizione: nessuno, neppure Montse, deve sapere che lui ed Eduard sono fratelli.
Alla vigilia di un Natale come tanti, bussa alla porta dell'agenzia di Eduard e Borja il ricco e potente deputato catalano Luis Font, candidato in pectore del suo partito (che tra le righe si capisce essere il Partito Popolare) alla Generalitat, ossia la Presidenza della Catalogna. Luis Font ha scoperto che la moglie Lidia, bellissima e sofisticata arredatrice, è stata ritratta in un quadro da un eccentrico pittore di sinistra, tale Pau Ferrer, e teme che la donna abbia una relazione con lui. In un misto di gelosia per la moglie e timore per l'esito della sua candidatura, Luis Font ha comprato il quadro e chiede ai due fratelli di indagare per scoprire se Lidia ha una relazione extraconiugale con Ferrer. Eduard e Borja iniziano a seguire la donna dentro la Barcelona dei quartieri alti, quelli "sopra la Diagonal", senza riuscire a trovare una traccia utile, neppure chiedendo informazioni a Mariona, peraltro lontana parente di Lidia. Durante le indagini, Borja conosce la sorella di Montse, Lola, una bella e insicura divorziata, con cui inizia una relazione parallela a quella con Merche.
Eduard e Borja si recano allora a Parigi, dove vive il pittore Ferrer, per cercare di parlare con lui e ottenere le agognate informazioni che valgono molti quattrini con cui fare quadrare i conti e un altro successo investigativo da spendere tra i ricchi barcellonesi. Grazie all'ex fidanzata di Borja, che si scopre avere vissuto a Parigi da bohemien quando era giovane, i due fratelli riescono a contattare l'agente di Pau Ferrer, che è un vecchio cocainomane abituato a fotografare di nascosto volti interessanti e ritrarli con calma dalle loro fotografie: così è successo con Lidia, che, quindi, non è l'amante del pittore.
La vicenda sembra evolversi per il meglio, quando improvvisamente, alla vigilia di Natale, Lidia Font muore avvelenata dopo avere mangiato un marron glacé regalatole da un ignoto motociclista. Il delitto suscita molto scalpore e Luis Font, preoccupato da un possibile scandalo, anche perché confessa ai due fratelli di essere l'amante di Silvia, sorella di Lidia, conferma l'incarico a Eduard e Borja, stavolta con l'incarico di scoprire prima della polizia l'autore del delitto e mettere tutto a tacere. Dopo avere nascosto il quadro, che per Luis Font potrebbe renderlo sospettato, Eduard e Borja iniziano le indagini partendo da un dossier trovato tra gli effetti personali di Lidia, in cui la donna riportava gli scheletri nell'armadio del marito, della cognata e di un misterioso S.M. Dalle indagini sulla personalità della donna emerge che tutti la odiavano per la sua prepotenza e la sua arroganza: anche la figlia Nuria, insulsa e insicura liceale, arriva a confessare agli allibiti Eduard e Borja che desiderava la morte della madre per le pressioni che lei esercitava sui professori del suo liceo allo scopo di farle mettere ottimi e immeritati voti che le aprissero la porta della prestigiosa Università di Oxford, dove la figlia, tuttavia, non voleva andare.
Eduard e Borja spostano quindi le loro indagini proprio sulla scuola di Nuria, notando un professore che guida una motocicletta simile a quella dell'anonimo assassino che aveva portato a casa Font la scatola di marron glaceés avvelenati. Scoprono che si chiama Segimon Messegué e che potrebbe essere il titolare del dossier intitolato S.M. In lui Eduard riconosce il dimesso interlocutore di Lidia Font, che sembrava lo rimproverasse aspramente, notato durante uno dei pedinamenti commissionati dal marito della donna, e avvenuto in un bar molto affollato poco prima che lei morisse.
Eduard e Borja fermano il professore e gli gettano un'esca, dicendo che sanno tutto di lui e della Signora Font. Il professore abbocca e confessa la verità: aveva rifiutato di mettere un voto alto a Nuria, e Lidia Font lo aveva minacciato di farlo licenziare mettendo in giro la voce che fosse un maniaco sessuale. Timoroso che la spregiudicata donna mettesse in atto la sua minaccia, proprio nel momento in cui il professore stava sposando la donna della sua vita, Messegué, esperto di funghi velenosi, in un momento di disperazione aveva preparato e realizzato l'omicidio, del quale si era subito pentito.
Eduard e Borja, presi da pietà per quest'uomo modesto, che in fondo aveva difeso quel poco che aveva, decidono di non dire nulla alla polizia e lo dicono all'incredulo professore, che li congeda parlando loro del suo imminente matrimonio dopo anni di solitudine per accudire la madre, vecchia e malata. Arrivati al cospetto del deputato, gli fanno capire che la scoperta della verità avrebbe messo alla gogna tutta la famiglia e compromesso la sua carriera politica: anche Luis Font, quindi, accetta di chiudere la vicenda in sordina e salda il ricco conto a Eduard e Borja, che sono riusciti a non scontentare nessuno.
Sullo sfondo di una banale vicenda di tradimenti che prende poi una piega surreale, i protagonisti del romanzo, ispirato nel titolo a Il delitto perfetto di Alfred Hitchcock, si muovono dentro una Barcelona affascinante e contraddittoria, sospesa tra (pochi) ricchi e (molti) poveri, passato e futuro, grandi opere e vecchi quartieri, tradizioni in crisi e nuovi costumi che fotografano la società catalana di questo scorcio di secolo.

## Edizioni
- Teresa Solana, Delitto imperfetto, traduzione B. Bertoni, Palermo, Sellerio Editore, 2008,  p. 328, ISBN 978-88-389-2291-6.